# Uwe Günzler
Uwe Günzler (* 26. Oktober 1941 in Dortmund; † 6. März 2008 in Frankfurt am Main) war ein deutscher Journalist und Fernsehmoderator.

## Leben
Nach bestandenem Abitur am Dreikönigsgymnasium in Köln begann Günzler eine Ausbildung zum Schauspieler und Regisseur. Nach verschiedenen kleineren Engagements an Bühnen in Köln und Frankfurt am Main gehörte er 1967 zu den Gründern des Bergischen Kammertheaters in Köln, das bis 1971 bestand.
Ende der 1960er-Jahre wandte sich Günzler von der Schauspielerei ab und begann als Hörfunkjournalist bei der Deutschen Welle. 1972 wechselte er zum Hessischen Rundfunk (hr) und übernahm einen Redakteursposten mit Schwerpunkt auf dem Regionalprogramm. Während der 1970er entwickelte er die erfolgreiche Hörfunksendung Unterwegs in Hessen und stand bereits zeitweise als Moderator der Hessenschau vor der Kamera.
Ab 1981 war Günzler nur noch im Fernsehen tätig, ab Mitte der 1980er auch als Redaktionsleiter der Hessenschau. Er prägte über zwanzig Jahre die Sendung Stadtgespräch des hr, die er mitentwickelte und als Moderator leitete. Günzler trieb während seiner Zeit als Redakteur vorrangig das Regionalprogramm des hr voran und entwarf Sendungen wie Hessenreporter und Ferien in Hessen. Ende April 2004 verabschiedete sich Günzler in den Ruhestand.
Günzler verstarb am 6. März 2008 nach kurzer, schwerer Krankheit in Frankfurt am Main.

## Publikationen (Auswahl)
- Uwe Günzler: Hessentipps. GenussTouren, Bd. 1. Idee Media, Neuwied 2004, ISBN 9783934342408 (mit Gudrun Günzler und Uwe Schöllkopf).